# 紙破り
『紙破り』（かみやぶり）は、日本の芸術家・村上三郎によるパフォーマンスアート。

## 概要
作者の村上は、長男が破った襖から「紙破り」の着想を得た。
「紙破り」はクラフト紙を張った枠に体をぶつけ、破りながら通過するパフォーマンス作品である。この作品は、パフォーマンスアートの先駆と位置付けられている。
1955年に行われた「紙破り」の残った枠と紙が唯一国内に現存しており、その他に写真家・大辻清司が捉えた写真や映像、連続写真などが残っている。1994年には、ポンピドゥセンターにて当パフォーマンスを披露。晩年には『出口』と題し、薄い紙の貼られた出口を静かに村上が出て行くパフォーマンスも行った。